# Medium (televisieserie)
Medium is een Amerikaanse drama- en misdaadserie gebaseerd op de ervaringen van het echte Amerikaanse medium Allison DuBois. Allison, in de serie vertolkt door Patricia Arquette, ontdekt dat ze met de doden kan spreken. Ze gebruikt haar gave om samen met de officier van justitie, Manuel Devalos (Miguel Sandoval), misdadigers veroordeeld te krijgen. De reeks duurde zes jaar (van januari 2005 tot januari 2011).
In Nederland draaide deze serie op Net5 vanaf 2007 en in België op VIJFtv ook vanaf 2007.

## Rolverdeling
| Acteur                              | Personage           | Seizoen | Seizoen | Seizoen | Seizoen | Seizoen | Seizoen | Seizoen | Totaal |
| Acteur                              | Personage           | 1       | 2       | 3       | 4       | 5       | 6       | 7       | Totaal |
| ----------------------------------- | ------------------- | ------- | ------- | ------- | ------- | ------- | ------- | ------- | ------ |
| Patricia Arquette                   | Allison DuBois      | 16 afl. | 22 afl. | 22 afl. | 16 afl. | 19 afl. | 22 afl. | 13 afl. | 130    |
| Jake Weber                          | Joe DuBois          | 16 afl. | 22 afl. | 22 afl. | 16 afl. | 19 afl. | 22 afl. | 13 afl. | 130    |
| Maria Lark                          | Bridgette DuBois    | 16 afl. | 22 afl. | 21 afl. | 14 afl. | 17 afl. | 22 afl. | 12 afl. | 124    |
| Miguel Sandoval                     | OvJ. Manuel Devalos | 16 afl. | 22 afl. | 22 afl. | 7 afl.  | 19 afl. | 22 afl. | 13 afl. | 123    |
| Sofia Vassilieva                    | Ariel DuBois        | 16 afl. | 22 afl. | 21 afl. | 13 afl. | 18 afl. | 21 afl. | 5 afl.  | 116    |
| David Cubitt                        | Det. Lee Scanlon    | 7 afl.  | 19 afl. | 21 afl. | 14 afl. | 17 afl. | 22 afl. | 12 afl. | 112    |
| Madison Carabello Miranda Carabello | Marie DuBois        | 2 afl.  | 15 afl. | 21 afl. | 14 afl. | 17 afl. | 21 afl. | 12 afl. | 102    |
| Tina DiJoseph                       | Lynn DiNovi         | 4 afl.  | 8 afl.  | 9 afl.  | 5 afl.  | 4 afl.  | 4 afl.  | 6 afl.  | 40     |